# 石川県能登島ガラス美術館
石川県能登島ガラス美術館（いしかわけんのとじまガラスびじゅつかん）は、石川県七尾市に所在する美術館である。

## 概要
1991年（平成3年）7月29日に開館した。
公立では日本国内唯一のガラス工芸をメインとして展示する美術館だったが、2015年（平成27年）8月22日に隣の富山県にも富山市ガラス美術館が開館した。
ピカソやシャガールの原案によるガラス彫刻や中国清朝ガラスなどが展示されているほか、約300点の現代ガラスアートの作品を収蔵・展示している。また、14点の大きなガラスのオブジェを設置した屋外庭園を散策することもできる。
2024年（令和6年）1月1日に発生した能登半島地震では、断水、展示作品の一部が破損するなどの被害が発生した。

## 交通アクセス
鉄道
JR西日本七尾線およびのと鉄道七尾線：和倉温泉駅下車、車で15分。
バス
能登島交通曲線：「美術館前」下車、徒歩すぐ。